# Parque St. Victor
El Parque St. Victor (en francés: Parc St. Victor) es un estadio de fútbol en la localidad de Cabo Haitiano (Cap-Haïtien), en el país caribeño de Haití. Es el estadio sede del AS Capoise de la Liga Haitiana y Zénith FC de la Tercera División de Haití. El estadio tiene capacidad para 9500 espectadores.